# Tony Bellew
Anthony Bellew (n. 30 noiembrie 1982) este un fost boxer profesionist britanic. A deținut centura WBC la cruiser într-e 2016 și 2017, înainte centura Britanică și Commonwealth la categoria semi-grea într-e 2010 și 2014. A mai deținut și centura Europeană cruiser într-e 2015 și 2016. Ca amator, Bellew a fost de trei ori campion ABA la categoria grea. Și-a făcut debutul ca actor în 2015 în spinoff-ul filmului Rocky, Creed.

## Rezultate în boxul profesionist
| Rez.       | La general | Adversar               | Type | Rundă, timp   | Dată              | Locație                                         | Note                                                                                        |
| ---------- | ---------- | ---------------------- | ---- | ------------- | ----------------- | ----------------------------------------------- | ------------------------------------------------------------------------------------------- |
| Înfrângere | 30–3–1     | Oleksandr Usyk         | KO   | 8 (12), 2:00  | 10 noiembrie 2018 | Manchester Arena, Manchester, Anglia            | Pentru centurile WBA (Super), WBC, IBF, WBO, The Ring, și lineal la categoria cruiserweight |
| Victorie   | 30–2–1     | David Haye             | TKO  | 5 (12), 2:14  | 5 mai 2018        | The O2 Arena, London, England                   |                                                                                             |
| Victorie   | 29–2–1     | David Haye             | TKO  | 11 (12), 2:16 | 4 martie 2017     | The O2 Arena, Londra, Anglia                    |                                                                                             |
| Victorie   | 28–2–1     | BJ Flores              | KO   | 3 (12), 2:11  | 15 Oct 2016       | Echo Arena, Liverpool, Anglia                   | Retained WBC cruiserweight title                                                            |
| Victorie   | 27–2–1     | Ilunga Makabu          | KO   | 3 (12), 1:20  | 29 May 2016       | Goodison Park, Liverpool, Anglia                | Won vacant WBC cruiserweight title                                                          |
| Victorie   | 26–2–1     | Mateusz Masternak      | UD   | 12            | 12 Dec 2015       | The O2 Arena, Londra, Anglia                    | Won vacant European cruiserweight title                                                     |
| Victorie   | 25–2–1     | Artūrs Kuļikauskis     | TKO  | 5 (8), 2:07   | 5 Sep 2015        | First Direct Arena, Leeds, Anglia               |                                                                                             |
| Victorie   | 24–2–1     | Ivica Bačurin          | TKO  | 10 (10), 1:12 | 26 Jun 2015       | Echo Arena, Liverpool, Anglia                   |                                                                                             |
| Victorie   | 23–2–1     | Nathan Cleverly        | SD   | 12            | 22 Nov 2014       | Echo Arena, Liverpool, Anglia                   |                                                                                             |
| Victorie   | 22–2–1     | Julio Cesar Dos Santos | TKO  | 5 (12), 1:17  | 12 Jul 2014       | Echo Arena, Liverpool, Anglia                   | Retained WBO International cruiserweight title                                              |
| Victorie   | 21–2–1     | Valery Brudov          | KO   | 12 (12), 2:24 | 15 Mar 2014       | Echo Arena, Liverpool, Anglia                   | Won vacant WBO International cruiserweight title                                            |
| Înfrângere | 20–2–1     | Adonis Stevenson       | TKO  | 6 (12), 1:50  | 30 Nov 2013       | Colisée Pepsi, Quebec City, Quebec, Canada      | For WBC, The Ring, and lineal light-heavyweight titles                                      |
| Victorie   | 20–1–1     | Isaac Chilemba         | UD   | 12            | 25 May 2013       | The O2 Arena, Londra, Anglia                    | Retained WBC Silver light-heavyweight title                                                 |
| Egal       | 19–1–1     | Isaac Chilemba         | SD   | 12            | 30 Mar 2013       | Echo Arena, Liverpool, Anglia                   | Retained WBC Silver light-heavyweight title                                                 |
| Victorie   | 19–1       | Roberto Bolonti        | UD   | 12            | 17 Nov 2012       | Capital FM Arena, Nottingham, Anglia            | Won vacant WBC Silver light-heavyweight title                                               |
| Victorie   | 18–1       | Edison Miranda         | TKO  | 9 (12), 1:54  | 8 Sep 2012        | Alexandra Palace, Londra, Anglia                | Won vacant WBC Silver International light-heavyweight title                                 |
| Victorie   | 17–1       | Danny McIntosh         | KO   | 5 (12), 0:38  | 27 Apr 2012       | Echo Arena, Liverpool, Anglia                   | Retained British light-heavyweight title                                                    |
| Înfrângere | 16–1       | Nathan Cleverly        | MD   | 12            | 15 Oct 2011       | Echo Arena, Liverpool, Anglia                   | For WBO light-heavyweight title                                                             |
| Victorie   | 16–0       | Ovill McKenzie         | UD   | 12            | 16 Jul 2011       | Echo Arena, Liverpool, Anglia                   | Retained Commonwealth light-heavyweight title; Won vacant British light-heavyweight title   |
| Victorie   | 15–0       | Ovill McKenzie         | TKO  | 8 (12), 2:46  | 11 Dec 2010       | Echo Arena, Liverpool, Anglia                   | Retained Commonwealth light-heavyweight title                                               |
| Victorie   | 14–0       | Bob Ajisafe            | UD   | 12            | 24 Sep 2010       | Grosvenor House Hotel, Londra, Anglia           |                                                                                             |
| Victorie   | 13–0       | Atoli Moore            | TKO  | 1 (12), 2:27  | 12 Mar 2010       | Echo Arena, Liverpool, Anglia                   | A câștigat vacanta centură Commonwealth semi-grea                                           |
| Victorie   | 12–0       | Martial Bella Oleme    | PTS  | 6             | 5 Dec 2009        | Metro Radio Arena, Newcastle, Anglia            |                                                                                             |
| Victorie   | 11–0       | Jindrich Velecky       | TKO  | 1 (8), 1:28   | 30 Oct 2009       | Echo Arena, Liverpool, Anglia                   |                                                                                             |
| Victorie   | 10–0       | Nick Okoth             | TKO  | 3 (8)         | 18 Sep 2009       | Marriott Hotel Grosvenor Square, Londra, Anglia |                                                                                             |
| Victorie   | 9–0        | Mathew Ellis           | TKO  | 4 (6), 0:37   | 15 May 2009       | Odyssey Arena, Belfast, Irlanda de Nord         |                                                                                             |
| Victorie   | 8–0        | Phil Goodwin           | KO   | 2 (4), 1:49   | 12 Dec 2008       | Kingsway Leisure Centre, Widnes, Anglia         |                                                                                             |
| Victorie   | 7–0        | Jevgēņijs Andrejevs    | PTS  | 4             | 10 Oct 2008       | Everton Park Sports Centre, Liverpool, Anglia   |                                                                                             |
| Victorie   | 6–0        | Hastings Rasani        | TKO  | 1 (4), 1:52   | 6 Sep 2008        | Manchester Arena, Manchester, Anglia            |                                                                                             |
| Victorie   | 5–0        | Ayitey Powers          | PTS  | 4             | 10 Jul 2008       | Goresbrook Leisure Centre, London, Anglia       |                                                                                             |
| Victorie   | 4–0        | Paul Bonson            | PTS  | 4             | 5 Apr 2008        | Bolton Arena, Bolton, Anglia                    |                                                                                             |
| Victorie   | 3–0        | Wayne Brooks           | KO   | 3 (4), 3:00   | 8 Dec 2007        | Bolton Arena, Bolton, Anglia                    |                                                                                             |
| Victorie   | 2–0        | Adam Wilcox            | TKO  | 3 (4), 1:56   | 3 Nov 2007        | Millennium Stadium, Cardiff, Țara Galilor       |                                                                                             |
| Victorie   | 1–0        | Jamie Ambler           | TKO  | 2 (4), 1:00   | 6 Oct 2007        | Nottingham Arena, Nottingham, Anglia            | Debut profesional.                                                                          |